# Brachystelma omissum
Brachystelma omissum är en oleanderväxtart som beskrevs av Arthur Allman Bullock. Brachystelma omissum ingår i släktet Brachystelma och familjen oleanderväxter. Inga underarter finns listade i Catalogue of Life.